# إد كارلوس
إد كارلوس هو لاعب كرة قدم برازيلي، ولد في 19 مارس 2001.

## وصلات خارجية
- إد كارلوس على موقع قاعدة بيانات كرة القدم.إي يو (الإنجليزية)
- إد كارلوس على موقع Soccerway.com (الإنجليزية)